# Bolca
Bolca is een plaats (frazione) in de Italiaanse gemeente Vestenanova, provincie Verona. Het staat bekend als een belangrijke vindplaats van fossielen.

## Geografie
Bolca ligt in de Monti Lessini. De Monte Bolca bevond zich ooit op de bodem van de Tethysoceaan voordat deze door het oprijzen van de Alpen omhoog werd gestuwd. Dit proces verliep in twee fasen: de eerste tussen de 30 en 50 miljoen jaar geleden, de tweede 24 miljoen jaar geleden.

## Geschiedenis
Het gebied was al bewoond in de prehistorie. Er zijn restanten van een heuvelfort op Monte Purga uit 1000 v.Chr. Ook de Romeinen waren in de regio actief. Rond 1000 n.Chr. was het dorp in handen van een Augustijns klooster. In de 13e eeuw was het gebied onder controle van de familie Ezzelino da Romano, heersers van Verona, die verbonden waren aan de stroming van de Ghibellijnen. In 1260 werden de goederen van de familie verwoest. Tijdens de strijd tussen de Ghibellijnen en de Welfen in 1269-1270 nam Mastino I della Scala de macht in de regio over waarmee Bolca onderdeel werd van Verona. In 1326 ontving het dorp zijn onafhankelijke status van Cangrande della Scala.
In 1387 kwam het gebied onder invloed van het Hertogdom Milaan. Tijdens het bewind van Gian Maria Visconti werd de macht overgenomen door de Republiek Venetië (1410); het dorp bleef onderdeel van Venetië tot de val van de Republiek in 1797.
Na de nederlaag van Napoleon werd de regio onderdeel van Oostenrijk. Keizer Frans I verbleef toen drie dagen in Bolca.
Bolca staat al sinds de 16e eeuw bekend als vindplaats van fossielen. In de 19e eeuw nam de interesse sterk toe toen duidelijk werd dat fossielen de restanten van dode dieren toonden.

## Fossielen
Bij het dorp is een vindplaats die bekend staat als Pesciara, oftewel Vissekom, vanwege de vele uitzonderlijk goed bewaarde fossielen van vissen uit het Eoceen. In de omgeving zijn meer vindplaatsen, zoals de Monte Postale en de Monte Vegroni; deze worden vaak ook als Monte Bolca aangeduid, hoewel ze dat strikt genomen dus niet zijn.
De formatie bestaat uit een 19 meter dikke laag kalksteen die rijk is aan fossielen, vooral de zogenaamde Lagerstätte. In die lagen zijn zelfs fossielen aanwezig waarbij de organen en soms de huidskleur zijn bewaard gebleven.

## Economie
De regio draait op toerisme en landbouw. De wijngebieden Valpolicella en Soave liggen even ten zuiden van het gebied. In het dorp bevindt zich een museum waarin fossielen worden tentoongesteld.

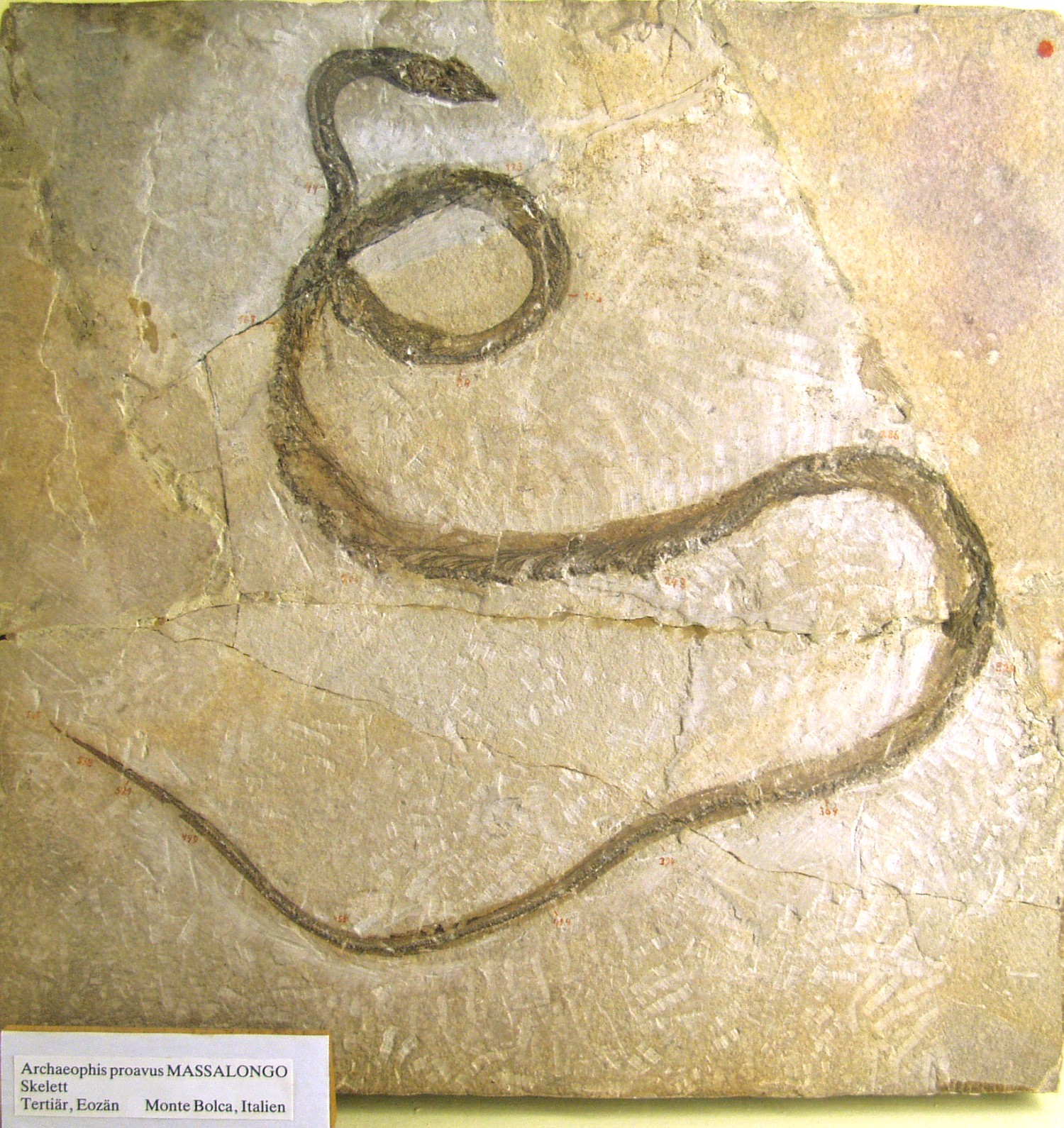
Fossiel van een Archaeophis proavus Massalongo, gevonden in Bolca